# Тоні Евангеліста
Антоніо «Тоні» Евангеліста (англ. Antonio "Tony" Evangelista, нар. 2 жовтня 1945, Сора) — канадський футбольний арбітр. Арбітр ФІФА у 1977—1988 роках.

## Біографія
Євангеліста народився в місті Сора, Італія, і приїхав до Канади зі своєю родиною, коли йому було 13 років.
Він почав судити, коли йому було 23, і багато років був одним з найкращих арбітрів Канади. Тоні був обраний до списку арбітрів на футбольний турнір Олімпійських ігор 1984 року в США і був головним арбітром гри між Західною Німеччиною та Марокко. Пізніше на змаганнях він був лайнсменом в одному з півфіналів. В подальшому судив матчі Чемпіонатів націй КОНКАКАФ 1985 та 1989 років.
Серед інших міжнародних турнірів для Тоні були молодіжний чемпіонат світу 1985 року в СРСР, де він провів одну гру групового етапу (група B) Саудівська Аравія — Іспанія (0:0) та домашній для арбітра юнацький чемпіонат світу 1987 року, де він провів три гри, в тому числі матч за 3-тє місце Італія — Кот-д'Івуар (1:2).
30 листопада 1980 року Евангеліста також відсудив відбірковий матч на чемпіонат світу 1982 року між Гондурасом та Сальвадором у Тегусігальпі. Згодом працював на матчах відбору на чемпіонати світу 1986 та 1990 років.
Після завершення суддівської кар'єри Евангеліста став президентом футбольної асоціації Торонто.
2003 року був включений до Канадської футбольної зали слави.